# 放送ジャーナリズムにおけるアジア系アメリカ人
アジア系アメリカ人の放送ジャーナリストは主にアメリカにおいて活動したアジア系アメリカ人のジャーナリストで特に放送ジャーナリズム(英語版)を行っていた人々である。
アジア系アメリカ人の放送ジャーナリストは、アメリカにおいてアジア系アメリカ人の都市人口が多かったロサンゼルス大都市圏、カリフォルニアのサンフランシスコ・ベイエリア、ワシントンのシアトル、ニューヨーク大都市圏といった都市の地元のテレビ報道局において、1970年代に、東アジアをはじめとして国際的に商業的な放送ケーブル網が発達したことにより出現した。
アメリカ国内のテレビ放送局網においてメインキャスターであったケン・カシワハラ(英語版)とコニー・チャンは1970-80年代に高い知名度を持った。

## 1950年代
1956年、サム・チュー・リン(英語版)がラジオ局であるWJPR(英語版)にてアジア系アメリカ人としては初めてのラジオのメインキャスターとなった。

## 1960年代
1967年、マリオ・マチャド(英語版)がロサンゼルスのラジオ局であるKNXT(英語版)にてアジア系アメリカ人としては初めてのラジオ・テレビレポーターとなった。
1968年、デヴィッド・ルイスはKGO-TVにてアジア系アメリカ人としては初めてのテレビ専属レポーターとなった。

## 1970年代
1974年から1998年にわたりABCニュースの特派員であったケン・カシワハラは、アメリカ国内のメディアネットワークにおいて広く活動した最初の1人となった。
1970年代から2006年にわたり、コニー・チャンはレポーターとして、自身と同様にアジア系アメリカ人女性でジャーナリストである人々がアメリカの報道ネットワークに進出することを先導した。
1970年代、チャンはウォーターゲート事件の裁判の報道を行い、後にはCBSニュース西海岸テレビ局の夕方の番組であったCBSイブニングニュースの番組内で短時間ニュースを報道するCBSニュースブレイクのアナウンサーを務め、その後、1989年から1993年にわたってCBSイブニングニュースにおいてメインキャスターを務めた。チャンはバーバラ・ウォルターズに次いで二番目の、アメリカにおける主要テレビ局で平日のニュース番組のメインキャスターを務めた女性となった。

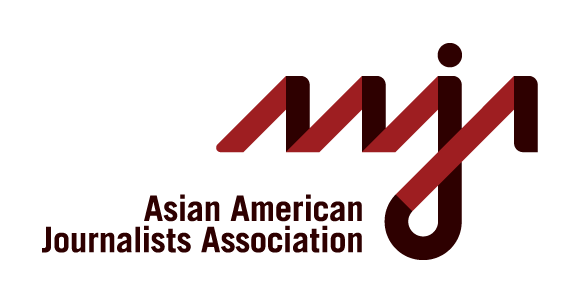
アジア系アメリカ人ジャーナリスト協会のロゴ

## 1980年代
1983年、アジア系アメリカ人ジャーナリスト協会が設立された。

## 1990年代
1991年から2001年にわたり、ジョイ・チェン(英語版)はCNNテレビにてアジア系アメリカ人としては初めてプライムタイムの番組のメインキャスターとなった。チェンは現在、ポインター研究所(英語版)の上級顧問と教員を務めている。

## 2000年代
2002年、ハスリンダ・アミンはブルームバーグテレビジョンに入社し、現在まで番組でのメインキャスターや東南アジアの報道での国際特派員のトップに務めている。アミンはシンガポールのメディアにおいてハイフライヤー(英語版)というトーク番組を主催し、この番組はアジア・テレビジョン・アワードにおいて最優秀トーク番組賞でノミネートされた。

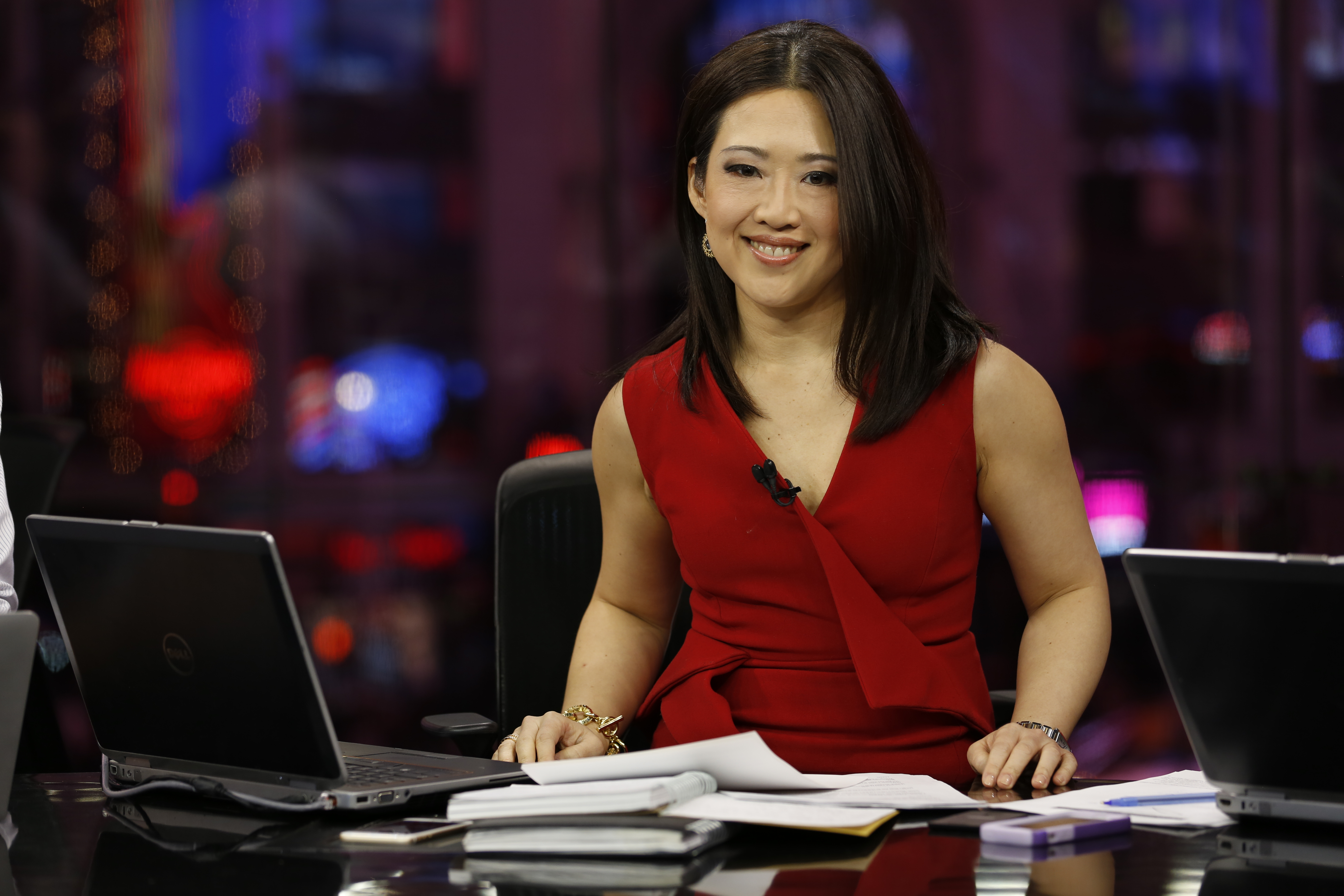
メリッサ・リー(英語版)(2015)

2005年、メリッサ・リー(英語版)はCNBCに入社し、毎営業日に放送されるトーク番組であったファスト・マニー(英語版)を主催した。2010年、リーはグレイシー賞において、「Is your money Safe」という特別レポート番組に関して、ニュース司会者最優秀賞をノミネートされた。
2007年から今日に至るまで、スカーレット・フーはブルームバーグテレビジョンにてアメリカで全国的に活躍するケーブルテレビレポーターとして活動している。 フーはかつて、毎営業日放送されたブルームバーグ・マーケットという番組で共同司会者を務めていた。

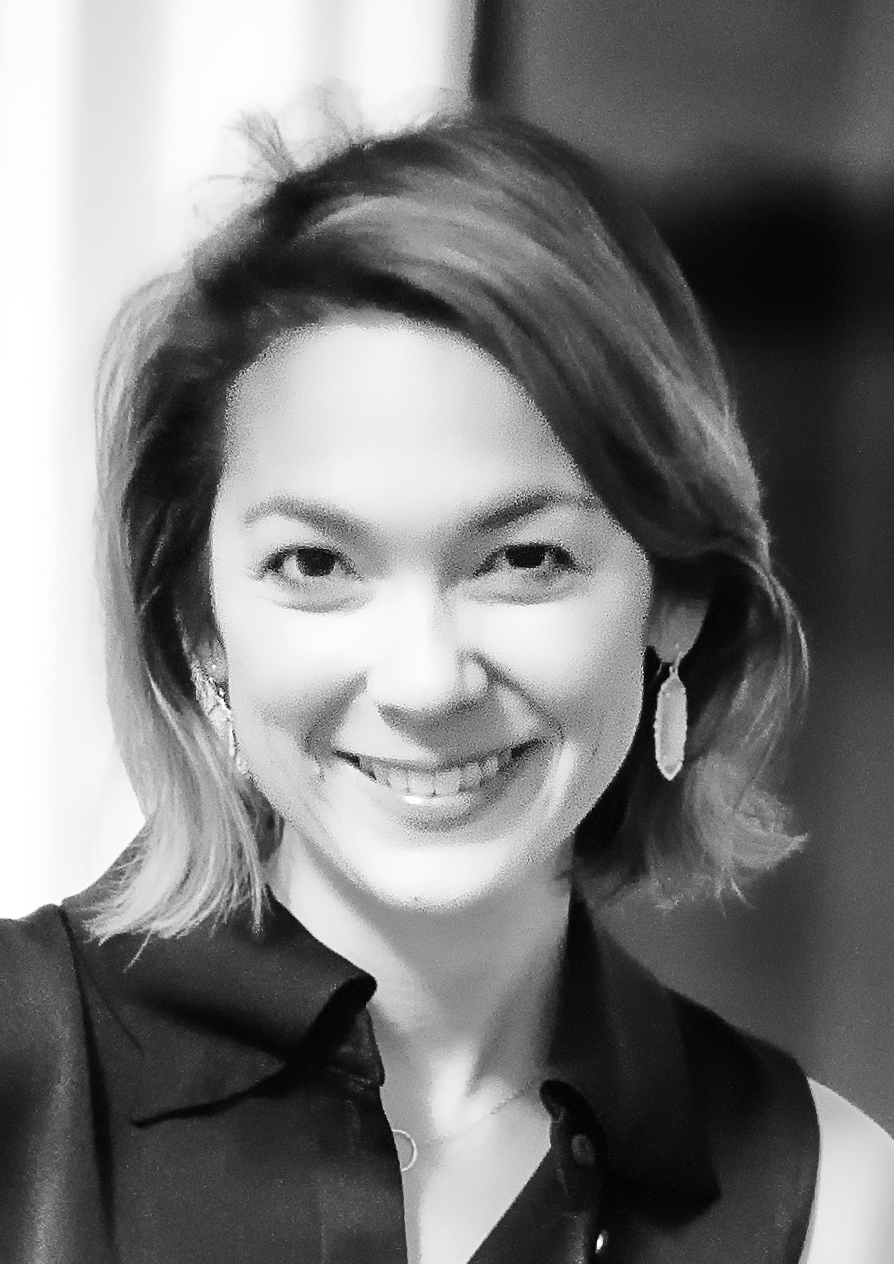
エミリー・チャン(英語版)(2015)

同時期には、2007年から2010年にわたり、エミリー・チャン(英語版)がCNNテレビの北京、ロンドンの国際特派員を務めた。2010年、エミリー・チャンは、後にサンフランシスコから放送されたテクノロジーニュース番組のブルームバーグ・ウェスト(英語版)を主催した。また、エミリー・チャンはブルームバーグテレビジョンのビジネスインタビュー番組の「Stidio 1.0」も主催した。

## 2010年代
2014年、イボンヌ・マンはブルームバーグテレビジョンに入社し、現在はブルームバーグテレビジョンのアジア支部である香港支局において「Bloomberg Markets: China Open」と「Bloomberg Markets: Asia」の共同司会者を務めている。
2017年、Q・ムイはCNBCに入社し、ワシントン局から政府の経済政策について報道している。

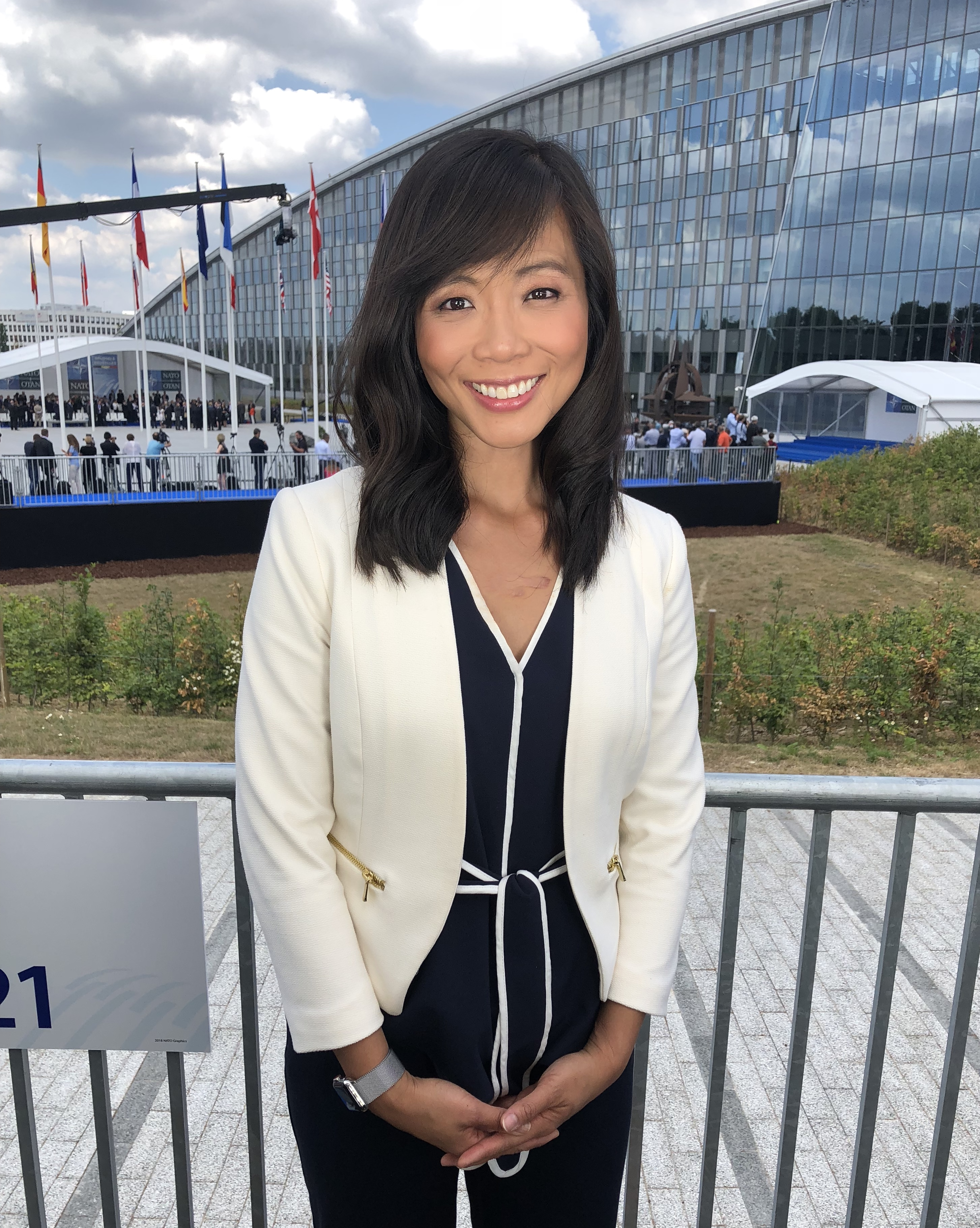
ヤン・ウェイジャ(英語版)(2018)

2018年から現在に至るまで、ヤン・ウェイジャ(英語版)はCBSニュースにおいてワシントンのホワイトハウス上級特派員を務めている。